# 塞梅諾-卡爾皮夫卡
47°54′41″N 29°29′37″E / 47.91139°N 29.49361°E
塞梅諾-卡爾皮夫卡（羅馬化：Semeno-Karpivka）是位於烏克蘭西南部的村莊，由敖德萨州波迪利斯克区的巴爾塔市鎮負責管轄。該村位於科德馬河畔，始建於1924年，面積0.37平方公里，海拔高度152米，2001年人口41。